# Re di Roma (métro de Rome)
Re di Roma est une station de la ligne A du métro de Rome.

## Situation sur le réseau
Établie en souterrain, la station Re di Roma de la ligne A du métro de Rome, est située entre les stations San Giovanni en direction de Battistini, et Ponte Lungo  en direction d'Anagnina.

## Histoire
La station Re di Roma est mise en service le 19 février 1980, lors de l'ouverture de l'exploitation de la première section, de la ligne A, entre les stations Ottaviano - San Pietro - Musei Vaticani et Cinecittà.

## À proximité
La station se trouve le long de la Via Appia Nuova, sous la Piazza Re di Roma, de laquelle elle tire son nom, à la frontière entre les quartiers Appio-Latino et Tuscolano.